# Antoine Mariotte
Antoine Mariotte (Aviñón, Vaucluse, 22 de diciembre de 1875 - Izieux, Loire, 30 de noviembre de 1944) fue un compositor, director y administrador musical francés.
Comenzó sus estudios musicales en 1896 con Vincent d'Indy en la Schola Cantorum. En 1899 fue organista y director de la escuela orquestal de la iglesia de Saint-Étienne, a donde se había mudado debido a la enfermedad de su madre, más tarde se dedicó a la docencia en Lyon, hasta ser nombrado director del Conservatorio de Orleáns. Compuso diversas óperas, sonatas para piano, canciones y sonatinas.

## Óperas
- Salomé, sobre texto de Oscar Wilde; tragédie lyrique en un acto (30 de octubre de 1908 Lyon, Grand opéra).[1] Esta ópera fue escrita al mismo tiempo en que Richard Strauss componía también su ópera con el mismo título.[2]
- Le Vieux Roi (El viejo rey), texto de Remy de Gourmont, tragédie lyrique en un acto (28 de febrero de 1913 Lyon, Grand opéra)
- Léontine Sœurs (Leontina, hermana de la Caridad), texto de A. Acremant, comédie musicale en tres actos (1924 Paris, Trianon lyrique)
- Esther, princesse d'Israël (Esther, princesa de Israel), texto de André Dumas y Sébastien-Charles Leconte, tragédie lyrique en tres actos (1 de mayo de 1925 Paris, Opéra).[3]
- Gargantua (Gargantúa), texto de d'Arbory y A. Mariotte, escenas rabelaisianas (17 de febrero de 1935 Paris, Opéra-comique).[4]
- Nele Dooryn, texto de Camille Mauclair, ópera en tres actos (17 de octubre de 1940 París, Opéra-comique).